# H.C.V. Møller
Holger Christian Valdemar Møller (20. juni 1854 i København – 1. februar 1943 smst) var en dansk ingeniør, borgerrepræsentant, havnebygmester, havnedirektør 1914-17 og havneborgmester i Københavns Kommune fra 1917 til 1925. Han spillede en nøglerolle i anlæggelsen af Københavns Frihavn.
Han var desuden aktiv sportsmand: H.C.V. Møller var i 1880 med til at stifte verdens nordligste gymnastikforening i Ivigtut på Grønland. 1877-95 var han medlem af bestyrelsen for Københavns Gymnastikforening og fra 1915 dens formand. Han var medstifter af Dansk Gymnastik-Forbund.
H.C.V. Møller var født i København den 20. juni 1854, tog polyteknisk adgangseksamen 1871 og blev cand.polyt. 1877, arbejdede derefter et par år ved udvidelsen af Københavns søforter og ansattes, efter en toårig virksomhed som teknisk assistent ved kryolitbruddene i Ivigtut i Grønland, som ingeniørassistent ved Københavns Havnevæsen. Knapt fire år efter (1884) udnævntes han til havnebygmester og dermed til chef for Københavns Havns bygningsvæsen.
Havnen befandt sig på det tidspunkt i en stærk udviklingsperiode. I 1880'erne byggedes således Nordhavnen og Redhavnen samt en Del af Refshaleøen. 1891 vedtoges anlægget af Københavns Frihavn, og ledelsen af dette betydelige arbejde overdroges Møller, efter at han sammen med professor Vilhelm Dahlerup og ingeniørerne Friedrichsen og P. Vedel havde vundet 2 af de ved projekteringskonkurrencen udsatte præmier. Dette hverv stillede store krav til den ledende ingeniør på mangfoldige, meget forskelligartede områder.
Foruden de nævnte arbejder har talrige om- og nybygninger ved havnen fundet sted efter Møllers planer og under dennes ledelse; blandt de vigtigste kan nævnes: Havneudvidelserne mod syd (bygning af kajerne ved Kalvebod Brygge, Islands Brygge og Enghave Brygge, spærringsanlægget med tilhørende sluser ved Kalvebod Strand) og brobygningsarbejderne: Langebro, Knippelsbro og Nyhavns Bro. Møller har ved sine arbejder haft et åbent øje for de nyeste fremskridt indenfor vandbygningsteknikken og har med held anvendt dristige konstruktioner, der dengang ikke var kendt eller udbredt i Danmark. Da administrationsforholdene i selskabet Københavns Havn omordnedes, udnævntes Møller til havnedirektør, hvortil han var velegnet, idet han i forbindelse med en betydelig arbejdskraft besad alsidig teknisk indsigt og evne og trang til at behandle opgaver og projekter efter store linjer. Denne stilling beklædte han kun indtil 1917, da han udnævntes til borgmester for 4. magistrat (havneborgmester).
Inden for det kommunale område har der været lagt stærkt beslag på Møllers arbejdskraft. Siden 1896 og indtil 1917, da han overtog posten som borgmester ved Københavns Magistrats 4. (tekniske) afdeling har han – med et enkelt års afbrydelse – været et virksomt medlem af Københavns Borgerrepræsentation.
På adskillige andre områder har man draget nytte af Møllers indsigt. Han har således været medlem af den vestjyske havnekommission 1917 og af flere andre af stat og kommune nedsatte kommissioner. Han sidder i bestyrelsen for flere tekniske sammenslutninger og har været formand for Ingeniørforeningen i Danmark og Den tekniske Forening. Møller blev udnævnt til æresmedlem af Ingeniørforeningen i Danmark 1942.
Også idrætten, navnlig rosporten og gymnastikken, blev mødt med Møllers interesse. Han var medstifter af og i henved en snes år formand for Københavns Gymnastikforening og for Dansk Gymnastik-Forbund og har på forskellige måder virket for fremme af sporten her i landet. Et monument er rejst for ham i Fælledparken som tak for hans andel i stiftelsen af Dansk Gymnastik-Forbund, og monumentet blev afsløret på forbundets 50-årsdag den 16. juli 1949.
Ved Polyteknisk Læreanstalts 100 årsfest 1929 var Møller mellem de danske ingeniører, der hædredes med graden dr.techn. h. c., i 1937 blev han medlem af det samme år stiftede Akademi for de tekniske Videnskaber.
Møller blev Ridder af Dannebrog 1891, Dannebrogsmand 1894, Kommandør af 2. grad 1908, modtog Fortjenstmedaljen i guld 1919 og blev Kommandør af 1. grad 1935.. Han var også dekoreret med Russiske Skt. Anna Orden, Russiske Skt. Stanislaus Orden og Nordstjerneordenen.
Der findes portrætter af Møller malet af Valdemar Irminger 1917 i Ingeniørforeningen i Danmark og 1925 på Københavns Rådhus samt træsnit 1894 og af Th.A. 1903. H.C.V. Møller er desuden gengivet på P.S. Krøyers kendte maleri Industriens Mænd (1904), der blev bestilt af G.A. Hagemann.